# Estragole
Estragole, hay estragol, p-allylanisol, methyl chavicol, là một hợp chất hữu cơ nguồn gốc tự nhiên. Cấu trúc hóa học của nó bao gồm một vòng benzen được thay thế bởi một nhóm mêtôxy và một nhóm prôpenyl. Estragol là đồng phân liên kết đôi của anethol. Ở điều kiện bình thường, nó là một chất lỏng từ không màu tới vàng nhạt. Nó là thành phần chủ yếu của tinh dầu ngải giấm và chiếm từ 60-75% tinh dầu của cây này. Nó cũng được tìm thấy trong tinh dầu thông và nhựa thông.
Estragol được sử dụng trong sản xuất nước hoa và phụ gia thực phẩm để tạo mùi.